# Whitley Awards
O Whitley Awards é realizado anualmente pela Whitley Fund for Nature (WFN), reconhecendo e celebrando líderes eficazes em conservação de base no Sul Global. Os principais prêmios de conservação da instituição, no valor de £ 40.000 em financiamento de projetos ao longo de um ano, são conquistados competitivamente após a avaliação de um painel acadêmico especializado, estando atualmente entre os mais destacados prêmios de conservação. Também conhecido como "Oscar Verde", os prêmios buscam reconhecer contribuições extraordinárias à conservação da vida selvagem, com foco na Ásia, África e América Latina, atraindo atenção internacional ao trabalho de indivíduos merecedores comprometidos em precipitar benefícios de conservação duradouros na base, com o apoio das comunidades locais. Além do aspecto financeiro do Whitley Awards, a WFN também oferece treinamento em mídia e expressão verbal para permitir que os vencedores comuniquem efetivamente seu trabalho e inspirem mais apoio filantrópico.
Os prêmios envolvem um processo de referência, inscrição e entrevista. A Cerimônia de Premiação Whitley, organizada pelo patrono da WFN, a Princesa Real, é realizada anualmente na Royal Geographic Society, geralmente na primavera.
Estabelecido em 1994 por Edward Whitley, a WFN doou 16 milhões de libras para apoiar o trabalho de 200 heróis ambientais locais que beneficiam a vida selvagem e as comunidades em mais de 80 países no Sul Global.
O WFN visa:
- Encontrar e financiar conservacionistas locais eficazes de países ricos em biodiversidade e pobres em recursos, que lideram o trabalho para proporcionar um impacto duradouro no terreno;
- Apoiar a ampliação de projetos bem-sucedidos baseados na ciência e no envolvimento da comunidade;
- Impulsionar o perfil nacional e internacional dos vencedores e incentivar ações para enfrentar os sérios desafios enfrentados pela biodiversidade em todo o mundo.

## Financiamento de Continuação
A WFN fornece financiamento adicional aos vencedores do Whitley Award de maior sucesso, para levar seus projetos ao próximo nível e trazer mudanças duradouras para espécies ameaçadas de extinção e seus habitats. As inscrições estão abertas apenas para os vencedores anteriores do Whitley Award, que podem solicitar subsídios competitivamente a cada ano. 55 % de todos os vencedores anteriores do Whitley Award receberam o Financiamento de Continuação. As propostas são avaliadas por um painel de revisores especialistas de várias organizações de conservação e ciência que identificam os projetos mais promissores. Esse financiamento é concedido a alguns dos conservacionistas mais influentes em seu campo, contribuindo com um impacto mensurável, seja na base ou agora em nível nacional.

## Whitley Gold Award
A cada ano um vencedor anterior do Whitley Award é selecionado para receber o Whitley Gold Award em reconhecimento à sua excelente contribuição para a conservação. Os vencedores do Gold Award são advogados internacionais da biodiversidade com a paixão e a ambição de espalhar mensagens de conservação para um público mais amplo. O prêmio contempla até £ 60.000 em financiamento de projeto por até dois anos. Os vencedores do ouro também se juntam ao Painel de Julgadores do Whitley Awards e atuam como mentores de novos vencedores durante a semana de premiação.

## Ganhadores selecionados
Mais de 200 conservacionistas de mais de 80 países da Ásia, África ou América Latina receberam o Whitley Award, ou 'Green Oscar', por seu trabalho para proteger a vida selvagem, habitats e comunidades.
Dentre os ganhadores constam:
- Amanda Vincent (1994)[2]
- Raman Sukumar (2003)
- Randall Arauz (2004)
- Ka Hsaw Wa (2004)
- Zena Tooze (2005)
- Romulus Whitaker (2005)
- Sandra Bessudo (2007)
- Alexander Arbachakov (2006)
- Gladys Kalema-Zikusoka (2009)
- Mysore Doreswamy Madhusudan (2009)
- Rodrigo Medellín (2012)
- Aparajita Datta (2013)
- Dominique Bikaba (2018)
- Caesar Rahman (2018)
- Kerstin Forsberg (2018)
- Anjali Watson (2018)
- Oliver Nsengimana (2018)
- Munir Virani (2018)
- Pablo García Borboroglu (2018)
- Patrícia Medici e Gabriela Cabral Rezende (2020)[3]